# Yorkshire (Virgínia)
Yorkshire és una concentració de població designada pel cens dels Estats Units a l'estat de Virgínia. Segons el cens del 2000 tenia 6.732 habitants.

## Demografia
Segons el cens del 2000, Yorkshire tenia 6.732 habitants, 2.266 habitatges, i 1.663 famílies. La densitat de població era de 1.096,7 habitants per km².
Dels 2.266 habitatges en un 41% hi vivien nens de menys de 18 anys, en un 52,5% hi vivien parelles casades, en un 12,8% dones solteres, i en un 26,6% no eren unitats familiars. En el 18,5% dels habitatges hi vivien persones soles el 2,9% de les quals corresponia a persones de 65 anys o més que vivien soles. El nombre mitjà de persones vivint en cada habitatge era de 2,97 i el nombre mitjà de persones que vivien en cada família era de 3,32.
Per edats la població es repartia de la següent manera: un 29,1% tenia menys de 18 anys, un 9,7% entre 18 i 24, un 38,9% entre 25 i 44, un 17,5% de 45 a 60 i un 4,8% 65 anys o més.
L'edat mediana era de 31 anys. Per cada 100 dones de 18 o més anys hi havia 111,3 homes.
La renda mediana per habitatge era de 52.301 $ i la renda mediana per família de 51.989 $. Els homes tenien una renda mediana de 37.854 $ mentre que les dones 27.705 $. La renda per capita de la població era de 19.841 $. Entorn del 5,6% de les famílies i el 7,3% de la població estaven per davall del llindar de pobresa.

## Poblacions més properes
El següent diagrama mostra les poblacions més properes.